# Jean-Paul-Égide Martini
Jean-Paul-Égide Martini, pseudonimo di Johann Paul Aegidius Martin, anche noto come Schwarzendorf e Martini il Tedesco (Freystadt, 31 agosto 1741 – Parigi, 10 febbraio 1816), è stato un compositore tedesco.

## Biografia[1][2]
Nato in Baviera dal maestro di scuola e musicista Andreas Martin, già all'età di undici anni lavorava come organista nel seminario dei gesuiti di Neuburg an der Donau, in cui veniva educato. Studiò filosofia a Friburgo in Brisgovia, ma presto abbandonò gli studi per dedicarsi alla musica; per non pagare i debiti universitari, si nascose dietro lo pseudonimo di Schwarzendorf.
Nel 1760 emigrò in Francia, a Nancy, dove francesizzò il suo nome e italianizzò il suo cognome, mirando a una carriera da musicista di corte; grazie alle sue doti, ottenne presto la protezione dell'anziano Stanislao I Leszczyński, ex re di Polonia in esilio a Lunéville. Nel 1764 sposò Marguerite Camelot e fu iniziato in massoneria nella loggia parigina Les Amis réunis.
Nel 1766 si trasferì a Parigi, ottenendo incarichi da musicista tra i ranghi dell'esercito e scrivendo marce militari; nelle pubblicazioni adottò il nome di Martini il Tedesco, per distinguersi dal contemporaneo compositore ecclesiastico bolognese Giovanni Battista Martini. Cominciò quindi a produrre anche opere, tra cui il suo primo successo, L'amoureux de quinze ans (1771). Riuscì infine a ottenere incarichi alla corte di Luigi XVI, in particolare come direttore di concerti per Maria Antonietta. Un altro successo di pubblico giunse nel 1783 con l'opera Le droit du seigneur. Nel 1788 pagò di tasca propria 16.000 lire francesi per ottenere alla morte del predecessore la nomina a surintendant de la musique du roi, la massima carica musicale di corte, ma lo scoppio della Rivoluzione francese gli impedì di assumere il ruolo.
Nel 1792, con la caduta della monarchia, Martini perse ogni incarico e si rifugiò a Lione. Ritornò a Parigi nel 1796 per insegnare al Conservatorio, ma fu nuovamente cacciato nel 1802. Soltanto nel 1814, con la restaurazione e l'avvento di Luigi XVIII, Martini fu pienamente reintegrato e ottenne finalmente la nomina a sovrintendente musicale del re. La sua ultima composizione, nel 1815, fu un requiem per Luigi XVI; morì a Parigi l'anno seguente all'età di 74 anni. Fu sepolto nel cimitero di Père-Lachaise in una tomba d'onore che tuttavia è andata perduta.

## Opere

### Plaisir d'amour
Tra le sue composizioni, la più nota è la romanza Plaisir d'amour (1785) su testo di Jean-Pierre Claris de Florian (Plaisir d'amour ne dure qu'un moment/chagrin d'amour dure toute la vie). Si dice che questa fosse la canzone preferita della regina Maria Antonietta D'Asburgo-Lorena e che il popolo udisse la sovrana, ormai deposta, cantarla dalla sua prigione nel palazzo della Conciergerie, dove attendeva di essere ghigliottinata.
La romanza fu tradotta in varie lingue. Nel film Love Affair (Un Grande Amore) del 1939 di Leo McCarey, con Charles Boyer e Irene Dunne, viene cantata dalla stessa Dunne. La versione inglese, intitolata The joys of love, è cantata da Montgomery Clift nel film L'ereditiera di William Wyler del 1949. Una versione bilingue (francese e inglese) compare nell'album Joan Baez, Vol. 2 di Joan Baez, pubblicato nell'ottobre del 1961.
La composizione originale ha conservato la propria popolarità fino ai nostri giorni, venendo reincisa in tempi recenti da star internazionali come Franco Battiato (1991), Andrea Bocelli (2002) e Emmylou Harris (2003).
Parzialmente ispirata al tema musicale della romanza di Martini è la melodia della canzone Can't Help Falling in Love, portata al successo internazionale da Elvis Presley nel 1961 e interpretata in seguito da vari altri artisti.

### Altre opere
- L'Amoureux de quinze ans, ou Le Double fête
- Le Fermier cru sourd, ou Les Méfiances
- Le Nouveau-né
- Le Rendezvous nocturne
- Henry IV, ou La bataille d'Ivry
- Le Poète supposé
- Le Droit du seigneur
- L'Amant sylphe, ou La Féerie de l'amour (9/10/1783 Fontainebleau)
- Annette et Lubin (1789 Fontainebleau)
- Sappho
- Ziméo
- Sophie, ou Le Tremblement de terre de Messine
- La Partie de campagne